# Чорна п'ятниця (фільм, 1940)
«Чорна п'ятниця» — американський науково-фантастичний фільм з Борисом Карлоффом у головній ролі. Незважаючи на те, що Бела Лугоші зазначений другим у титрах, він отримав у фільмі невелику роль і не з'являється на екрані з Карлоффом.
Письменник Курт Сіодмак буде знову повертатися до цієї теми у фільмах Мозок Донована (1953) і Пам'ять Хаузера (1970).

## Сюжет
Кращого друга знаменитого доктора Ернеста Совака професора університету Джорджа Кінгслі збиває автомобіль, коли той переходить вулицю. Для того, щоб врятувати життя друга, Совак пересаджує в мозок професора частину мозку іншої людини. На жаль, ця інша людина — гангстер, який був причетний до аварії. Професор одужує, але час від часу веде себе як гангстер і вся його особистість змінюється. Совак в жаху, але разом з тим заінтригований, оскільки гангстер сховав десь у місті $500,000. Доктор продовжує лікувати свого друга і, коли професор перебуває під впливом мозку гангстера, Карлофф намагається змусити Кінгслі привести його до схованки з награбованими грошима. Бела Лугоші грає бандита, який так само намагається отримати гроші.

## В ролях
| Актор             | Роль                                 |
| ----------------- | ------------------------------------ |
| Борис Карлофф     | доктор Ернест Совак                  |
| Бела Лугоші       | Ерік Марней                          |
| Стенлі Ріджес     | професор Джордж Кінгслі / Ред Кеннон |
| Енн Нейджел       | Санні Роджерс                        |
| Енн Гвін          | Жан Совак                            |
| Вірджинія Бріссак | місіс Маргарет Кінгслі               |
| Едмунд Макдональд | Френк Міллер                         |
| Пол Фікс          | Вільям Кейн                          |
| Мюррей Алпер      | посильний                            |

## Виробництво
В оригінальному сценарії Лугоші був лікарем, а Карлофф професором. З невідомих причин Карлофф наполягав на ролі доктора. Замість прямої зміни ролей, Лугоші отримав незначну роль суперника гангстера, в той час як акторові Стенлі Ріджесу дістався персонаж професора.
Фільм дав Ріджесу рідкісну можливість.